# Aconitum tanguticum
Aconitum tanguticum là một loài thực vật có hoa trong họ Mao lương. Loài này được (Maxim.) Stapf mô tả khoa học đầu tiên năm 1905.